# Akira Takarada
Akira Takarada (宝田 明 Takarada Akira?, n. 29 aprilie 1934, Chongjin, Coreea Japoneză – d. 14 martie 2022, Tōkyō, Japonia) a fost un actor japonez cunoscut mai ales pentru apariția în numeroase filme din seria Godzilla.

## Biografie
Takarada s-a născut în Coreea aflată sub ocupație japoneză și a trăit un timp la Harbin, China. Tatăl său a lucrat ca inginer la Căile Ferate din Manciuria de Sud. După război, a rămas la Harbin și a ajuns să vorbească fluent chineza mandarină și engleza.
S-a mutat în Japonia împreună cu familia sa în 1948. A fost angajat în aprilie 1953 de studiourile cinematografice Toho în cadrul programului „Fețe noi”. Debutul său în film a fost un rol minor în And Then the Liberty Bell Rang, un film biografic despre reformatorul educațional Fukuzawa Yukichi. A devenit cunoscut pentru rolul scafandrului Hideto Ogata din filmul științifico-fantastic Godzilla (1954) al lui Ishirō Honda, pe care l-a reluat în continuarea Godzilla, King of the Monsters! (1956). A devenit un actor popular al companiei Toho pentru aspectul său plăcut și pentru caracterul carismatic, sofisticat. A reapărut în diferite roluri în alte filme din seria Godzilla: Mothra vs. Godzilla (1964), Invasion of Astro-Monster (1965) și Godzilla vs. the Sea Monster (1966)și Godzilla, Ebirah și Mothra: Duel în mările sudului (1966), precum și în filme științifico-fantastice și Kaiju eiga (filme cu monștri gigantici) ale companiei Toho, precum Half Human (1955), The Last War (1961), Frankenstein vs. Baragon, Invasion Planète X (1965), King Kong evadează (1967) și Latitude Zero (1969). Actor foarte popular în Japonia, el a jucat în mai multe filme japonezo-americane precum Atragon 2 (1969). 
Toho a pregătit, împreună cu libretistul și compozitorul de pe Broadway Harold Rome, o producție muzicală intitulată Scarlett, după Pe aripile vântului pentru noul său teatru Teigeki. Spectacolul urma să aibă premiera în 1970, iar Takarada era programat inițial să joace rolul lui Rhett Butler. Cu toate acestea, rănile suferite în urma căderii dintr-un buldozer, în timpul unor filmări, l-au împiedicat să participe la acest spectacol.
Cariera lui Takarada a intrat în impas în anii 1970, iar actorul s-a orientat către televiziune. El a revenit în seria Godzilla și a interpretat roluri în filmele Godzilla vs. Mothra (1992) și Godzilla: Final Wars (2004).
Takarada a apărut ca invitat la convenția fanilor G-Fest XVII în 2010 și încă o dată la G-Fest XIX în iulie 2012. La 27 martie 2013 Takarada a apărut, împreună cu regizorul Gareth Edwards, în fotografiile publicitare de pe platoul de filmare al remake-ului Godzilla realizat de Legendary/Warner Bros, sugerând că va apărea ca invitat în noul film. Scenele în care apărea el au fost tăiate în cele din urmă din film. Numele său continuă să apară în distribuția filmului.

## Filmografie
- 1954: Godzilla (Gojira), regizat de Ishirō Honda
- 1955: All Is Well (Tenka taihei), regizat de Toshio Sugie
- 1955: All Is Well, Part 2 (Zoku tenka taihei), regizat de Toshio Sugie
- 1955: Love in the Snow (Yuki no koi), regizat de Hisanobu Marubayashi
- 1955: Shin kurama tengu daisanbu, regizat de Toshio Sugie
- 1955: Beast Man Snow Man (Jû jin yuki otoko), regizat de Ishirō Honda
- 1955: Blue Horizon (Aoi hate), regizat de Nobuo Aoyagi
- 1955: L'Abominable homme des neiges, regizat de Kenneth G. Crane și Ishirō Honda
- 1956: Godzilla, King of the Monsters! (Kaijû no Gojira), regizat de Ishirō Honda și Terry O. Morse
- 1956: Ôabare Cha-Cha musume, regizat de Toshio Sugie
- 1956: Romantic Daughters (Romansu musume), regizat de Toshio Sugie
- 1956: Fukuaki no seishun, regizat de Senkichi Taniguchi
- 1957: Ôatari sanshoku musume, regizat de Toshio Sugie
- 1957: Hibô no miyako, regizat de Shuei Matsubayashi
- 1957: A Path Through Mountains and Rivers (Yama to kawa no aru machi), regizat de Seiji Maruyama
- 1957: Sarariman shussetai kôki, de Masanori Kakei
- 1957: A Rainbow Plays in My Heart (Waga mune ni niji wa kiezu), regizat de Ishirô Honda
- 1957: Daigaku no samurai tachi, regizat de Nobuo Aoyagi
- 1957: Zoku sarariman shussetai kôki, regizat de Masanori Kakei
- 1958: Romance and Rhythm (Romansu matsuri), regizat de Toshio Sugie
- 1958: Jours de congé à Tokyo (東京の休日 Tōkyō no kyūjitsu?), regizat de Kajirō Yamamoto[9]
- 1958: The Happy Pilgrimage (Yajikita dochu sugoroku), regizat de Yasuki Chiba
- 1958: The Flower (Hana no bojo), regizat de Hideo Suzuki
- 1958: Zokuzoku sarariman shussetai kôki, regizat de Masanori Kakei
- 1958: The College Hero (Daigaku no ninkimono), regizat de Shuei Matsubayashi
- 1959: Boss of the Underworld (Ankokugai no kaoyaku), regizat de Kihachi Okamoto
- 1959: Three Dolls in College (Daigaku no onéchan), regizat de Toshio Sugie
- 1959: Le Sifflement de Kotan (コタンの口笛 Kotan no kuchibue?), regizat de Mikio Naruse
- 1959: Samurai Saga (Aru kengo no shogai), regizat de Hiroshi Inagaki[10]
- 1959: Daigaku no nijuhachin, regizat de Nobuo Aoyagi
- 1959: One Day I… (Aruhi watashi wa), regizat de Kihachi Okamoto
- 1959: Age of the Gods (Nippon tanjo), regizat de Hiroshi Inagaki[11]
- 1960: The Storm of the Pacific (Hawai Middouei daikaikusen: Taiheiyo no arashi), regizat de Shuei Matsubayashi et Hugo Grimaldi
- 1960: Filles, épouses et une mère (娘・妻・母 Musume tsuma haha?) de Mikio Naruse
- 1960: The Poem of the Blue Star (Taiyo wo idake), regizat de Umetsugu Inoue
- 1960: The Kiss Thief (Seppun dorobo), regizat de Yuzo Kawashima
- 1960: Courant du soir (夜の流れ Yoru no nagare?) de Mikio Naruse et Yūzō Kawashima
- 1960: Salary Man Chushingura (Sararîman Chushingura), regizat de Toshio Sugie
- 1961: Lovers of Ginza (Ginza no koibitotachi), regizat de Yasuki Chiba
- 1961: Salary Man Chushingura, Part 2 (Zoku sararîman Chushingura), regizat de Toshio Sugie
- 1961: A Night in Hong Kong (Honkon no yoru), regizat de Yasuki Chiba
- 1961: La Dernière Guerre de l'Apocalypse (Sekai daisenso), regizat de Shuei Matsubayashi
- 1961: Dernier caprice (Kohayagawa-ke no aki), regizat de Yasujiro Ozu
- 1961: Two Sons (Futari no musuko), regizat de Yasuki Chiba
- 1962: Yume de aimashô, regizat de Kozo Saeki
- 1962: A Woman's Place (Onna no za), regizat de Mikio Naruse
- 1962: La Femme de là-bas (その場所に女ありて Sono basho ni onna arite?),[12] regizat de Hideo Suzuki
- 1962: Zoku sararîman shimizu minato, regizat de Shuei Matsubayashi
- 1962: Long Way to Okinawa, regizat de Hideo Suzuki
- 1962: Star of Hong Kong (Honkon no hoshi), regizat de Yasuki Chiba
- 1962: Me and I (Watashi to watashi), regizat de Toshio Sugie
- 1962: Chronique de mon vagabondage (放浪記 Hōrōki?), regizat de Mikio Naruse
- 1962: 47 Ronin (Chushingura - Hana no maki yuki no maki), regizat de Hiroshi Inagaki
- 1962: Gekkyû dorobo, regizat de Kihachi Okamoto
- 1963: Walleyed Nippon (Yabunirami Nippon), regizat de Hideo Suzuki
- 1963: L'Histoire de la femme (女の歴史 Onna no rekishi?) regizat de Mikio Naruse - Koichi Shimizu
- 1963: Honolulu-Tokyo-Hong Kong, regizat de Yasuki Chiba
- 1964: Mothra contre Godzilla (Mosura tai Gojira), regizat de Ishirō Honda
- 1964: Hibari, Chiemi, Izumi: Sannin yoreba, regizat de Toshio Sugie
- 1964: Blood and Diamonds (Chi to daiyamondo), regizat de Jun Fukuda
- 1965: Kokkura suzumaru, regizat de Takashi Tsuboshima
- 1965: Frankenstein vs. Baragon (Furankenshutain tai chitei kaijû Baragon), regizat de Ishirō Honda
- 1965: White Rose of Hong Kong (Honkon no shiroibara), regizat de Jun Fukuda
- 1965: Invasion Planète X (Kaijû daisenso), regizat de Ishirō Honda
- 1965: Degetul de fier (Hyappatsu hyakuchu), regizat de Jun Fukuda
- 1966: The Daphne (Jinchoge), regizat de Yasuki Chiba
- 1966: Big Wind from Tokyo (Ishinaka sensei gyojoki), regizat de Seiji Maruyama
- 1966: Godzilla, Ebirah et Mothra : Duel dans les mers du sud (Gojira, Ebirâ, Mosura: Nankai no daiketto), regizat de Jun Fukuda
- 1967: Let's Go, Young Guy! (Retsu go! Wakadaishô), regizat de Katsumi Iwauchi
- 1967: King Kong evadează (Kingukongu no gyakushu), regizat de Ishirō Honda[13]
- 1968: Fancy Paradise (Kuso tengoku), regizat de Ken Matsumori
- 1968: Haruranman, regizat de Yasuki Chiba
- 1968: Booted Babe, Busted Boss (Hyappatsu hyakuchu: Ogon on me), regizat de Jun Fukuda
- 1969: Atragon 2 (Ido zero daisakusen), regizat de Ishirō Honda
- 1969: Mito komon, regizat de Yasuki Chiba
- 1992: Minbo (Minbo no onna), regizat de Juzo Itami
- 1992: Godzilla vs Mothra (Gojira tai Mosura), regizat de Takao Okawara
- 1997: Marutai no onna, regizat de Juzo Itami
- 1998: Mikeneko hoomuzu no tasogare hoteru, regizat de Nobuhiko Obayashi (film TV)
- 2001: Prince Shotoku (Shotoku taishi), regizat de Mikio Sato (film TV)
- 2003: Lucky Ears (Fukumimi), regizat de Chisui Takigawa
- 2004: Godzilla: Final Wars (Gojira: Fainaru uôzu), regizat de Ryuhei Kitamura